# Matthew Modine
Matthew Avery Modine, född 22 mars 1959 i Loma Linda, Kalifornien, är en amerikansk skådespelare. Han har bland annat gjort rollen som marinsoldaten Joker i Stanley Kubricks Vietnamdrama Full Metal Jacket (1987).

## Biografi
Modine växte upp som yngsta av sju syskon i en mormonfamilj. Familjen flyttade till Utah där fadern arbetade som chef på Lyric Theater i Salt Lake City. Modine såg i 10 års ålder en film om inspelningen av Oliver och bestämde sig för att bli skådespelare. Han utbildade sig till skådespelare i New York under ledning av Stella Adler. 
Hans första filmroll följde i Baby It's You och Robert Altman gav honom sedan en roll i Streamers som han prisbelönades för. 1987 fick han huvudrollen som Private Joker i Stanley Kubricks Full Metal Jacket.

## Filmografi (i urval)
- 1983 – Baby It's You
- 1983 – Privatskola för flickor
- 1983 – I skuggan av ett krig
- 1984 – Hotell New Hampshire
- 1984 – Birdy
- 1985 – Lust och begär
- 1987 – Full Metal Jacket
- 1987 – De föräldralösa
- 1988 – Gift med maffian
- 1989 – Ska vi leka doktor?
- 1990 – Memphis Belle
- 1990 – Den objudna gästen
- 1992 – Wind
- 1992 – Equinox - som eld och vatten
- 1993 – Short Cuts
- 1993 – And the Band Played On (TV-film)
- 1994 – Skuggan av en man
- 1994 – Jacob (TV-film)
- 1995 – Bye Bye Love
- 1995 – Fluke
- 1995 – Cutthroat Island
- 1997 – The Maker
- 1997 – The Blackout
- 1997 – The Real Blonde
- 1998 – Amerikanen
- 1999 – Any Given Sunday
- 2000 – Experimentet med Charlie (TV-film)
- 2001 – Nobody's Baby
- 2001 – Jack och bönstjälken (TV-film)
- 2001 – In the Shadows
- 2001 – Stanley Kubrick: A Life in Pictures (dokumentär)
- 2003 – Vita huset (TV-serie)
- 2003 – Hollywood North
- 2003 – Hitler - Ondskans natur (miniserie)
- 2003 – Skilsmässa på franska
- 2004 – Funky Monkey - På aphemligt uppdrag
- 2005 – Law & Order: Special Victims Unit (TV-serie)
- 2005 – Into the West (miniserie)
- 2005 – Transporter 2
- 2007 – Go Go Tales
- 2007 – Weeds (TV-serie)
- 2007 – The Neighbor
- 2010 – En katt i Paris (röst)
- 2011 – Too Big to Fail (TV-film)
- 2012 – The Dark Knight Rises
- 2013 – Jobs
- 2013 – Jordens undergång - Cat 8 (miniserie)
- 2015 – Last Days of Coney Island
- 2016–2022 – Stranger Things (TV-serie)
- 2025 – Zero Day (TV-serie)